# Еловый трухляк
Еловый трухляк, или черноватый тухляк (лат. Pytho kolwensis) — вид жесткокрылых семейства трухляков. Вид включен во второе издание Красной книги РФ, присвоена категория 2 (сокращающийся в численности и/или распространении вид).

## Описание
Жук длиной 11—12 мм, сплошь окрашен в чёрный цвет, очень редко с буроватыми надкрыльями. Переднеспинка у основания с параллельносторонней перетяжкой. Передний край тонко окаймлён. Надкрылья с десятью грубыми, почти достающими до вершины бороздками. Мандибулы к вершине внезапно, почти угловидно изогнуты.

## Экология
Обитает в старовозрастных (более 100 лет) хвойных лесах. Личинки развиваются на ели пихте и корейском кедре, продолжительность развития 3-4 года.